# UEFA Intertoto Cup 2007

Standardmäßige Aufteilung der Vereine in drei Gruppen. 2007 gab es drei Abweichungen von dieser Aufteilung.

Für den UEFA Intertoto Cup 2007 durften 50 Nationen jeweils eine Mannschaft in den Wettbewerb schicken. In drei Runden wurde um elf Plätze für die zweite Qualifikationsrunde des UEFA-Pokals 2007/08 gespielt.
Die Verbände Liechtenstein, Andorra und San Marino haben keinen Stammplatz im UI-Cup. Andorra verlor seinen Stammplatz von 2006 an den neuen, 53. Verband Montenegro, da die UEFA weiterhin nur 50 Teilnehmer im UI-Cup duldet. Nachdem Schottland und Norwegen auf ihre Teilnahme verzichtet haben, wurden die beiden freien Plätze von der UEFA neu vergeben. Nach den Statuten darf in so einem Fall ein Verband maximal einen zweiten Teilnehmer ins Feld führen. So erhielt Andorra einen Startplatz, und Rumänien durfte einen zweiten Teilnehmer aufbieten.
Die Verbände, welche in der UEFA-Fünfjahreswertung die vorderen Plätze belegen, stiegen erst später in den Wettbewerb ein. Die Ranglistenplätze eins bis acht spielen nur die finale dritte Runde, die der Plätze neun bis 22 die zweite und dritte Runde. Durch Verzicht frei werdende Plätze werden nach Rangliste aufgefüllt, so dass zusätzliche Starter grundsätzlich in der ersten Runde spielen (2006 wurde von dieser Regel abgewichen, als Italien wegen des dortigen Ligaskandals sehr kurzfristig freiwillig seine UI-Cup Teilnahme zurückzog, und der nachgerückte AJ Auxerre (FRA) ebenso wie Olympique Marseille (FRA) nur die dritte UI-Cup Runde spielen musste).
Um die Reisekosten für die Vereine niedrig zu halten, wurden alle Mannschaften nach geografischen und logistischen Gründen in drei Gruppen aufgeteilt: Nordeuropa, Mitteleuropa und Südeuropa. Um die ungerade Teilnehmerzahl in den Gruppen auszugleichen, galten für den Wettbewerb 2007 folgende Änderungen: Luxemburg (ab Runde 1) und Griechenland (ab Runde 3) zählten zu Mitteleuropa und Polen (ab Runde 2) zu Nordeuropa.

## Erste Runde
Die erste UI-Cup-Runde fand am 23./24. Juni (Hinspiele) und am 30. Juni/1. Juli (Rückspiele) statt.
|                         | Gesamt          |                      | Hinspiel   | Rückspiel  |
| Nordeuropa              | Nordeuropa      | Nordeuropa           | Nordeuropa | Nordeuropa |
| ----------------------- | --------------- | -------------------- | ---------- | ---------- |
| Cliftonville FC         | 2:1             | Dinaburg Daugavpils  | 1:1        | 1:0        |
| Hammarby IF             | 3:1             | KÍ Klaksvík          | 1:0        | 2:1        |
| FC Honka Espoo          | 4:2             | FC TVMK Tallinn      | 0:0        | 4:2        |
| Valur Reykjavík         | 1:2             | Cork City FC         | 0:2        | 1:0        |
| Vėtra Vilnius           | (a)6:6(a)       | AFC Llanelli         | 3:1        | 3:5        |
| Mitteleuropa            |                 |                      |            |            |
| Tobol Qostanai          | 3:2             | FC Sestaponi         | 3:0        | 0:2        |
| FK Schachzjor Salihorsk | 4:3             | FC Ararat Jerewan    | 4:1        | 0:2        |
| FK Baku                 | 2:2 (1:3 i. E.) | FC Dacia Chișinău    | 1:1        | 1:1 n. V.  |
| FC Differdange 03       | 0:5             | ŠK Slovan Bratislava | 0:2        | 0:3        |
| Südeuropa               |                 |                      |            |            |
| Gloria Bistrița         | 3:2             | FK Grbalj Radanovići | 2:1        | 1:1        |
| NK Zagreb               | (a)2:2(a)       | KS Vllaznia Shkodra  | 2:1        | 0:1        |
| Ethnikos Achnas         | 1:2             | Makedonija Skopje    | 1:0        | 0:2        |
| FC Birkirkara           | 1:5             | NK Maribor           | 0:3        | 1:2        |
| UE Sant Julià           | 4:6             | FK Slavija Sarajevo  | 2:3        | 2:3        |

## Zweite Runde
Die zweite UI-Cup-Runde fand am 7./8. Juli (Hinspiele) und 14. Juli/15. Juli (Rückspiele) statt.
|                      | Gesamt          |                         | Hinspiel   | Rückspiel  |
| Nordeuropa           | Nordeuropa      | Nordeuropa              | Nordeuropa | Nordeuropa |
| -------------------- | --------------- | ----------------------- | ---------- | ---------- |
| FC Honka Espoo       | (a)3:3(a)       | Aalborg BK              | 2:2        | 1:1        |
| Vėtra Vilnius        | 3:0             | Legia Warschau          | 3:0 1      |            |
| KAA Gent             | 6:0             | Cliftonville FC         | 2:0        | 4:0        |
| Cork City FC         | 1:2             | Hammarby IF             | 1:1        | 0:1        |
| Mitteleuropa         |                 |                         |            |            |
| FC Dacia Chișinău    | 1:1 (3:0 i. E.) | FC St. Gallen           | 0:1        | 1:0 n. V.  |
| Zalaegerszegi TE FC  | 0:5             | Rubin Kasan             | 0:3        | 0:2        |
| SK Rapid Wien        | 3:2             | ŠK Slovan Bratislava    | 3:1        | 0:1        |
| Tschornomorez Odessa | 6:2             | FK Schachzjor Salihorsk | 4:2        | 2:0        |
| Tobol Qostanai       | 3:1             | Slovan Liberec          | 1:1        | 2:0        |
| Südeuropa            |                 |                         |            |            |
| FK Slavija Sarajevo  | 0:3             | Oțelul Galați           | 0:0        | 0:3        |
| Makedonija Skopje    | 0:7             | Tscherno More Warna     | 0:4        | 0:3        |
| NK Maribor           | 2:5             | FK Hajduk Kula          | 2:0        | 0:5        |
| Trabzonspor          | 10:0            | KS Vllaznia Shkodra     | 6:0        | 4:0        |
| Maccabi Haifa        | 2:2 (2:3 i. E.) | Gloria Bistrița         | 0:2        | 2:0 n. V.  |

## Dritte Runde
Die dritte UI-Cup-Runde fand am 21./22. Juli (Hinspiele) und 28. Juli/29. Juli (Rückspiele) statt. Die 11 Mannschaften, die siegreich aus der Runde hervorgingen, nahmen an der zweiten Qualifikationsrunde des UEFA-Pokals 2007/08 teil.
|                      | Gesamt     |                  | Hinspiel   | Rückspiel  |
| Nordeuropa           | Nordeuropa | Nordeuropa       | Nordeuropa | Nordeuropa |
| -------------------- | ---------- | ---------------- | ---------- | ---------- |
| Vėtra Vilnius        | 0:6        | Blackburn Rovers | 0:2        | 0:4        |
| Hammarby IF          | (a)1:1(a)  | FC Utrecht       | 0:0        | 1:1        |
| KAA Gent             | 2:3        | Aalborg BK       | 1:1        | 1:2        |
| Mitteleuropa         |            |                  |            |            |
| Tobol Qostanai       | 2:0        | OFI Kreta        | 1:0        | 1:0        |
| FC Dacia Chișinău    | 1:5        | Hamburger SV     | 1:1        | 0:4        |
| Tschornomorez Odessa | 1:3        | RC Lens          | 0:0        | 1:3        |
| SK Rapid Wien        | 3:1        | Rubin Kasan      | 3:1        | 0:0        |
| Südeuropa            |            |                  |            |            |
| FK Hajduk Kula       | 2:4        | União Leiria     | 1:0        | 1:4 n. V.  |
| Tscherno More Warna  | 0:2        | Sampdoria Genua  | 0:1        | 0:1        |
| Gloria Bistrița      | (a)2:2(a)  | Atlético Madrid  | 2:1        | 0:1        |
| Oțelul Galați        | 4:2        | Trabzonspor      | 2:1        | 2:1        |

Weil der Hamburger SV von den Sieger-Mannschaften der 3. Runde im UEFA-Pokal 2007/08 am weitesten gekommen ist (Achtelfinale), wurde er zum Sieger des UEFA Intertoto Cups 2007 erklärt.

## Torschützen
|   | Tore | Name             | Land        | Verein               |
| - | ---- | ---------------- | ----------- | -------------------- |
| 1 | 4    | Steffen Hofmann  | Deutschland | SK Rapid Wien        |
|   | 4    | Ersen Martin     | Türkei      | Trabzonspor          |
|   | 4    | Adekanmi Olufade | Togo        | KAA Gent             |
|   | 4    | Witali Wolkow    | Russland    | Rubin Kasan          |
| 5 | 3    | Ruslan Baltiew   | Kasachstan  | Tobol Qostanai       |
|   | 3    | Igor Bugaev      | Moldau      | Tschornomorez Odessa |
|   | 3    | Dominic Foley    | Irland      | KAA Gent             |
|   | 3    | Rhys Griffiths   | Wales       | AFC Llanelli         |
|   | 3    | Emil Jula        | Rumänien    | Oțelul Galați        |
|   | 3    | Dimitar Makriev  | Bulgarien   | NK Maribor           |
|   | 3    | Jami Puustinen   | Finnland    | FC Honka Espoo       |
|   | 3    | Dorel Zaharia    | Rumänien    | Gloria Bistrița      |